# Demonax fungongensis
Demonax fungongensis là một loài bọ cánh cứng trong họ Cerambycidae.